# 유엔 안전 보장 이사회 결의 목록
다음은 유엔 안전 보장 이사회 결의안 목록이다.

## 목록
- 유엔 안전 보장 이사회 결의 제1 ~ 100호 목록
- 유엔 안전 보장 이사회 결의 제101 ~ 200호 목록
- 유엔 안전 보장 이사회 결의 제201 ~ 300호 목록
- 유엔 안전 보장 이사회 결의 제301 ~ 400호 목록
- 유엔 안전 보장 이사회 결의 제401 ~ 500호 목록
- 유엔 안전 보장 이사회 결의 제501 ~ 600호 목록
- 유엔 안전 보장 이사회 결의 제601 ~ 700호 목록
- 유엔 안전 보장 이사회 결의 제701 ~ 800호 목록
- 유엔 안전 보장 이사회 결의 제801 ~ 900호 목록
- 유엔 안전 보장 이사회 결의 제901 ~ 1000호 목록
- 유엔 안전 보장 이사회 결의 제1001 ~ 1100호 목록
- 유엔 안전 보장 이사회 결의 제1101 ~ 1200호 목록
- 유엔 안전 보장 이사회 결의 제1201 ~ 1300호 목록
- 유엔 안전 보장 이사회 결의 제1301 ~ 1400호 목록
- 유엔 안전 보장 이사회 결의 제1401 ~ 1500호 목록
- 유엔 안전 보장 이사회 결의 제1501 ~ 1600호 목록
- 유엔 안전 보장 이사회 결의 제1701 ~ 1800호 목록
- 유엔 안전 보장 이사회 결의 제1801 ~ 1900호 목록
- 유엔 안전 보장 이사회 결의 제2001 ~ 2100호 목록
- 유엔 안전 보장 이사회 결의 제2101 ~ 2200호 목록
- 유엔 안전 보장 이사회 결의 제2201 ~ 2300호 목록
- 유엔 안전 보장 이사회 결의 제2301 ~ 2400호 목록
- 유엔 안전 보장 이사회 결의 제2401 ~ 2500호 목록
- 유엔 안전 보장 이사회 결의 제2501 ~ 2600호 목록
- 유엔 안전 보장 이사회 결의 제2601 ~ 2700호 목록
- 유엔 안전 보장 이사회 결의 제2701 ~ 2800호 목록

## 같이 보기
- 유엔 총회 회기 목록